# Naliściak drzewoszek
Naliściak drzewoszek, naliściak klonowy (Phyllobius (Phyllobius) arborator) – gatunek chrząszcza z rodziny ryjkowcowatych i podrodziny Entiminae. Występuje w Europie, od Francji do Rosji. Owady dorosłe żerują na liściach, zaś larwy na korzeniach.

## Taksonomia
Gatunek ten został opisany po raz pierwszy w 1797 roku przez Johanna Friedricha Wilhelma Herbsta jako Curculio arborator.

## Wygląd

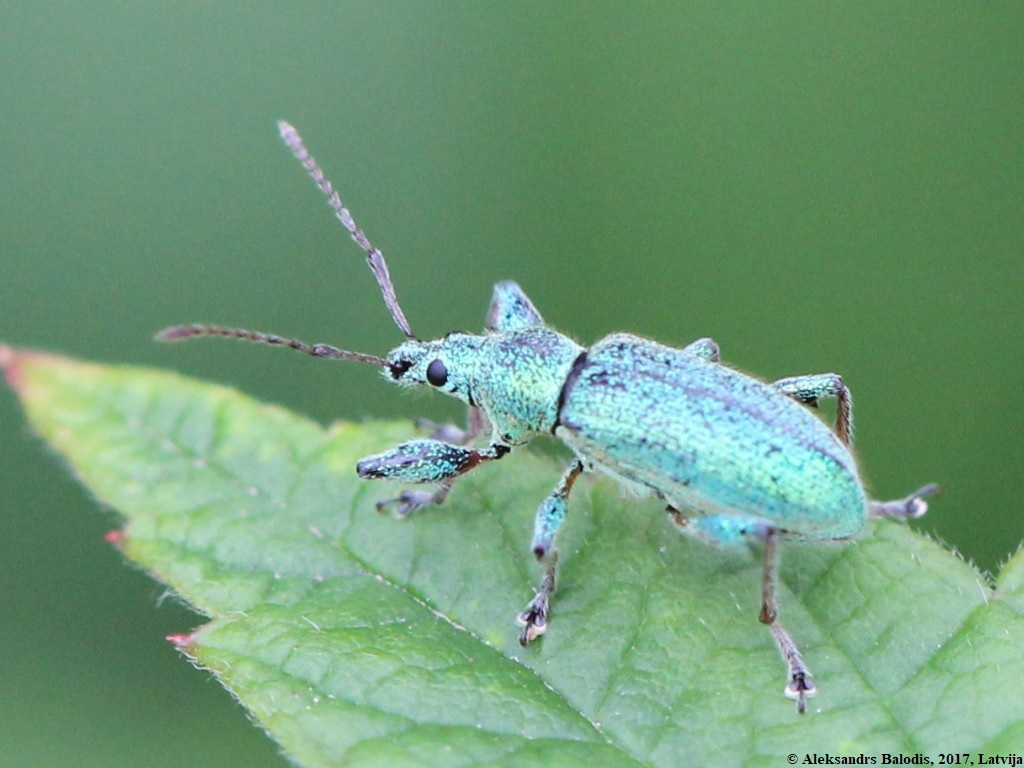
Imago na liściu

Chrząszcz o ciele długości od 5,5 do 8 mm. Barwę czułków i odnóży może mieć od żółto- do brunatnoczerwonej, przy czym ostatnie człony stóp i zgrubiałe fragmenty ud są ciemniejsze. Zielone, mocno lśniące łuski równomiernie porastają niemal całą powierzchnię ciała, włącznie ze zgrubiałymi częściami ud, ale z pominięciem tarczki, wskutek czego ta pozostaje czarna. Ryjek ma dołki na czułki położone na górnej swej powierzchni. Owłosienie tarczki jest czarne. Na pokrywach łuski są okrągławe, a pomiędzy nimi leżą nagie punkty, z których wyrastają długie, odstające włosy. Barki pokryw są wypukłe. Odnóża mają zrośnięte pazurki. Zęby na udach są wyraźne, długie i ostre. U samców przednia para odnóży ma przednią krawędź ud i wewnętrzną krawędź goleni z dłuższymi i silniej sterczącymi włosami niż u samicy.

## Ekologia i występowanie

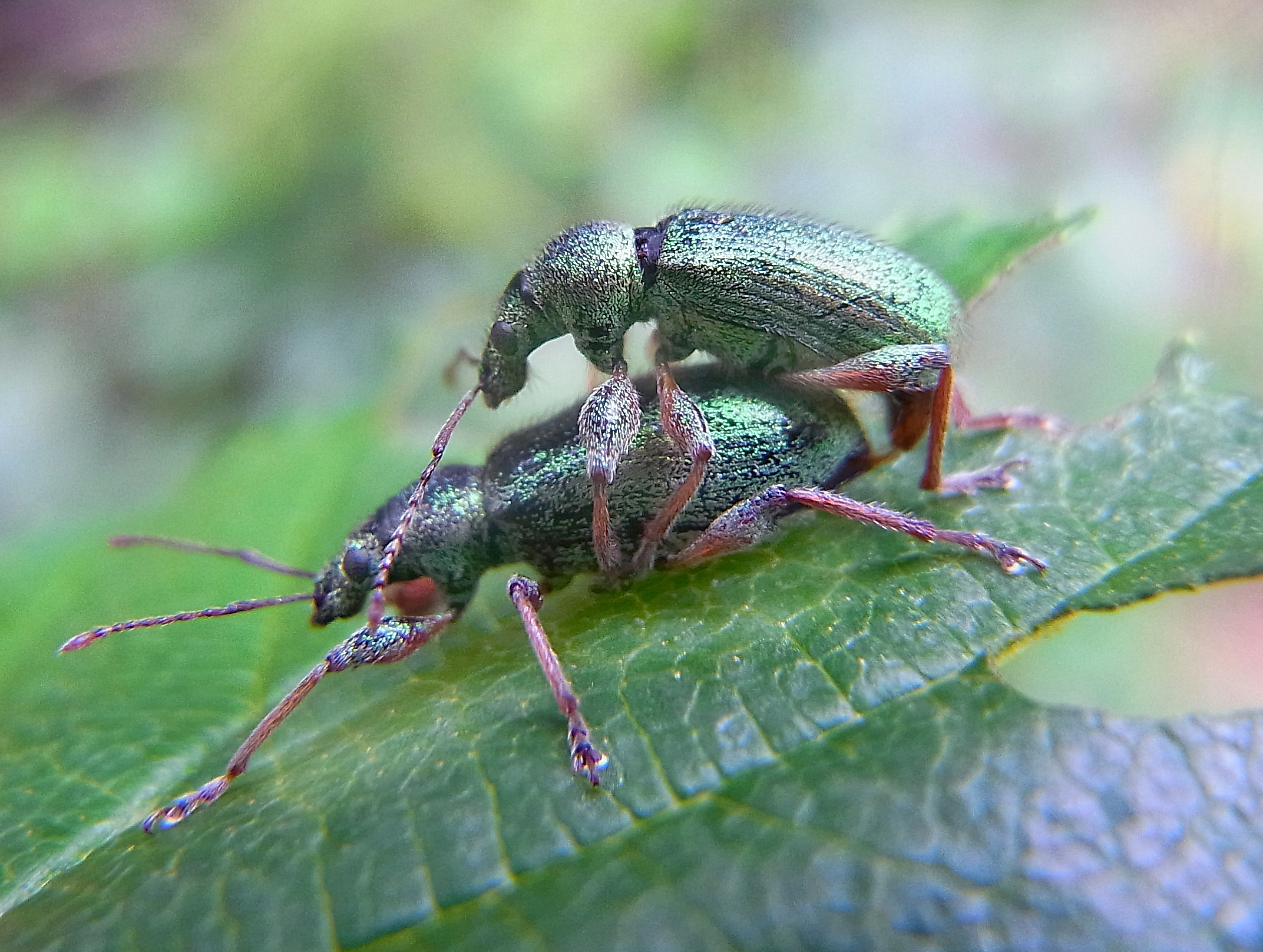
Kopulacja

Owad ten występuje od nizin po piętro kosodrzewiny w górach, zasiedlając lasy, zarośla, śródleśne łąki, doliny rzek i potoków oraz torfowiska. Imagines spotyka się od maja do sierpnia na roślinach żywicielskich. Prowadzą aktywność dzienną. Są polifagicznymi foliofagami. Żerują na brzozach, jarzębinie, leszczynie pospolitej, wierzbie szarej, malinie właściwej, poziomce pospolitej i parzydle leśnym. Na krzewach i drzewach bytują częściej niż na roślinach zielnych. Odnotowano także ich obecność na młodych pędach świerku pospolitego. Jedząc liście, tworzą w nich otwory lub nieregularne wcięcia na krawędziach. Larwy przechodzą rozwój w glebie, gdzie odżywiają się korzeniami.
Gatunek palearktyczny, europejski. Stwierdzony został we Francji, Niemczech, południowej Finlandii, Estonii, Łotwie, Litwie, Szwajcarii, Austrii, Włoszech, Polsce, Białorusi, Czechach, Słowacji, na Węgrzech, Ukrainie, w Bułgarii i Rosji, gdzie na północ dociera do Karelii. W Polsce występuje na terenie całego kraju, ale na wyżynach i obszarach górzystych jest częstszy niż w części północnej.